# DR Update
DR Update là kênh truyền hình tin tức thuộc sở hữu của đài truyền hình công cộng DR. Phát sóng lần đầu vào ngày 7 tháng 6 năm 2007. 
Sau gần 6 năm phát sóng, ngày 4 tháng 3 năm 2013, DR Update chính thức dừng phát sóng và thay thế bằng kênh mới DR Ultra.